# Emily Nelson
Emily Nelson (Lichfield, 10 de noviembre de 1996) es una deportista británica que compite en ciclismo en la modalidad de pista, especialista en las pruebas de persecución por equipos y madison.
Ganó tres medallas en el Campeonato Mundial de Ciclismo en Pista, en los años 2017 y 2018, y cuatro medallas en el Campeonato Europeo de Ciclismo en Pista, en los años 2016 y 2019.

## Medallero internacional
| Campeonato Mundial | Campeonato Mundial        | Campeonato Mundial | Campeonato Mundial      |
| Año                | Lugar                     | Medalla            | Competición             |
| ------------------ | ------------------------- | ------------------ | ----------------------- |
| 2017               | Hong Kong ( China)        | Medalla de plata   | Madison                 |
| 2018               | Apeldoorn ( Países Bajos) | Medalla de oro     | Madison                 |
| 2018               | Apeldoorn ( Países Bajos) | Medalla de plata   | Persecución por equipos |
| Campeonato Europeo |                           |                    |                         |
| Año                | Lugar                     | Medalla            | Competición             |
| 2016               | Saint-Quentin ( Francia)  | Medalla de plata   | Madison                 |
| 2016               | Saint-Quentin ( Francia)  | Medalla de bronce  | Persecución por equipos |
| 2019               | Apeldoorn ( Países Bajos) | Medalla de oro     | Scratch                 |
| 2019               | Apeldoorn ( Países Bajos) | Medalla de plata   | Eliminación             |